# Archephemeropsis
Archephemeropsis là một chi rêu trong họ Hookeriaceae.